# Передовое (Симферопольский район)
Передово́е (до 1948 года 41-й переселенческий участок; укр.   Передове, крымскотат. Peredovoye) — село в Симферопольском районе Республики Крым, входит в состав Скворцовского сельского поселения (согласно административно-территориальному делению Украины — Скворцовского сельского совета Автономной Республики Крым).

## Население
| 2001 | 2014 |
| ---- | ---- |
| 181  | ↗218 |

## Современное состояние
В Передовом 4 улицы, площадь, занимаемая селом, 13,5 гектара, на которой в 52 дворах, по данным сельсовета на 2009 год, числилось 198 жителей.

## География
Село Передовое расположено на северо-западе района, в степной зоне Крыма, примерно в 32 километрах (по шоссе) к северо-западу от Симферополя, в 3 км южнее шоссе 35К-004 Симферополь — Евпатория по автодороге 35Н-548 Скворцово — Лекарственное (по украинской классификации Автодорога Р-25 и С-0-10224, соответственно), недалеко от границы с Сакским районом, высота центра села над уровнем моря — 122 м. Ближайшая железнодорожная станция Симферополь Грузовой — примерно в 21 километре. Соседние сёла в 2,5 километрах: Скворцово — к северу и Колодезное — к югу.

## История
Еврейский 41-й переселенческий участок Сакской курортной станции (Сакского района), был основан в начале 1930-х годов, отмечен на километровой карте Генштаба Красной армии 1941 года. Вскоре после начала отечественной войны часть еврейского населения Крыма была эвакуирована, из оставшихся под оккупацией большинство расстреляны.
После освобождения Крыма в 1944 году, 12 августа 1944 года было принято постановление № ГОКО-6372с «О переселении колхозников в районы Крыма», по которому в район из Курской и Тамбовской областей РСФСР в район переселялись 8100 колхозников, а в начале 1950-х годов последовала вторая волна переселенцев из различных областей Украины. С 25 июня 1946 года переселенческий участок в составе Крымской области РСФСР. Указом Президиума Верховного Совета РСФСР от 18 мая 1948 года 41-й переселенческий участок был переименован в деревню Передовая. 26 апреля 1954 года Крымская область была передана из состава РСФСР в состав УССР. На 15 июня 1960 года село уже числилось в составе Скворцовского сельсовета. Указом Президиума Верховного Совета УССР «Об укрупнении сельских районов Крымской области», от 30 декабря 1962 года село присоединили к Евпаторийскому району. 1 января 1965 года, указом Президиума ВС УССР «О внесении изменений в административное районирование УССР — по Крымской области», передана в состав Симферопольского района. С 12 февраля 1991 года село в восстановленной Крымской АССР, 26 февраля 1992 года переименованной в Автономную Республику Крым. 18 марта 2009 года Передовому присвоен статус села. С 21 марта 2014 года в составе Крыма аннексировано Россией.